# برامانا
برامانا (بالسنسكريتية: प्रमाण)‏، (بالإنجليزية: Pramana)‏، تعني حرفيا "البرهان" و"وسيلة المعرفة". في الفلسفات الهندية، برامانا هي الوسيلة التي يمكن أن تؤدي إلى المعرفة، وتكون بمثابة أحد المفاهيم الأساسية في نظرية المعرفة الهندية. لقد كان أحد مجالات الدراسة الرئيسية التي نوقشت كثيرًا في الهندوسية والبوذية والجاينية منذ العصور القديمة. إنها نظرية المعرفة، وتشمل واحدة أو أكثر من الوسائل الموثوقة والصالحة التي من خلالها يكتسب البشر المعرفة الدقيقة والحقيقية. محور برامانا هو كيف يمكن اكتساب المعرفة الصحيحة، وكيف يعرف المرء، وكيف لا يعرف، وإلى أي مدى يمكن اكتساب المعرفة ذات الصلة بشخص ما أو شيء ما.
إنَّ عدد وسائل المعرفة (البرامانات) محل خلاف بين الفلاسفة والمذاهب الفلسفية، ولكن ترى أكثرية النصوص أنَّ عددها هو ست برامانات تُوصل إلى المعرفة الصحيحة الحقَّة. وثلاث منها أساسية ورئيسة ولها قبول عالمي، وهي: برتياكسا (الإدراك الحسي)، أنومانا (الاستدلال)، وشابدا (الشهادة)، أي الكلمة، بمعنى شهادة خبراء موثوقين سابقين أو حاليين. وأكثرها إثارة للجدل، وهي المقارنة والقياس (أبامانا)، الافتراض، الاشتقاق من الظروف (أرثاباتي)، وعدم الإدراك، والدليل السلبي/المعرفي (أنوبالابدهي).